# كايزر جونيور
كايزر جونيور (بالإنجليزية: Kaizer Motaung)‏ (16 أكتوبر 1944 بسويتو في جنوب أفريقيا - ) هو مدرب كرة قدم ولاعب كرة قدم جنوب أفريقي في مركز الهجوم. لعب مع أورلاندو بيراتس ومنيسوتا كيكس ‏ وDenver Dynamos ‏ وأتلانتا تشيفز.